# Encarsia assamensis
Encarsia assamensis is een vliesvleugelig insect uit de familie Aphelinidae. De wetenschappelijke naam is voor het eerst geldig gepubliceerd in 2012 door Hayat.